# Amaury Jr.
Amaury de Assis Ferreira Júnior (Catanduva, 28 de setembro de 1950) é um jornalista, apresentador de televisão e escritor brasileiro, conhecido por seus programas noturnos de entrevistas com celebridades e cobertura de festas e eventos.
Em várias emissoras desde os anos 1980, Amaury já entrevistou milhares de pessoas e se tornou reconhecido como pioneiro do colunismo social eletrônico, estabelecendo um modelo seguido por vários apresentadores. Um dos grandes símbolos dos programas de Amaury tem sido as vinhetas ao som de música dançante (com destaque para "Keep it Comin' Love" dos KC and the Sunshine Band) intercaladas entre os quadros. O repertório foi reunido em dois compact discs, lançados em 2007 e 2008, com atrações como Double You, The Love Unlimited Orchestra e Jesse Green.

## Biografia
Amaury começou no jornalismo aos 14 anos, tendo concluído o ensino médio no Instituto de Educação Monsenhor Gonçalves, tradicional escola de São José do Rio Preto e com formação superior em Direito no ano de 1972 pelo Centro Universitário de Rio Preto - UNIRP - assumiu no Diário da Tarde riopretense um espaço que logo se tornaria uma coluna social. Também passou pela Rádio Independência e pelo Diário da Região; aos poucos tornou-se colunista respeitado em sua cidade. Entre outras atividades, lançou o jornal Dia e Noite, produziu um cinejornal e fez parte da equipe que implantou a TV Rio Preto, na qual apresentou vários programas.
Aos 27 anos, Amaury mudou-se para São Paulo, onde atuou em vários veículos de comunicação. Foi repórter na TV Tupi, editor da revista Fiesta, colunista no Diário Popular e na revista Status e apresentou um programa na Rádio Gazeta.

### O êxito na televisão
A atividade de Amaury como colunista social de TV começou em 1982, quando lançou na TV Gazeta o programa Flash -- à época, uma cobertura de cinco minutos das festas paulistanas. Seis meses depois, Flash foi transferido para a TV Record e, no ano seguinte para a TV Bandeirantes, onde ganhou expressão nacional. Na Bandeirantes, ampliou a cobertura do programa tendo passado a visitar mais festas e eventos fora de São Paulo. Também tornaram-se marcantes no Flash as frequentes viagens internacionais (especialmente para Punta del Este e a Flórida). Nessas ocasiões, Julio Iglesias, Tony Bennett, Donald Trump, Celine Dion, Shirley MacLaine e Sarah Brightman foram algumas personalidades das que conversaram com o apresentador. Em 1993, apresentou o Miss Brasil dentro do Flash.
Em 2001, Amaury trocou a Bandeirantes novamente pela Record pouco depois que Otávio Mesquita (apresentador da coluna social eletrônica concorrente Perfil) entrou na Bandeirantes. O seu relacionamento com a nova administração da Record foi conturbado: denunciou a emissora por cortar tempo e equipe do programa, tirar a atração do ar por ato arbitrário, impor restrições ao conteúdo editorial e atrasar o lançamento de um segundo programa previsto no contrato.
Em 19 de novembro de 2002, Amaury lançou na RedeTV! o Programa Amaury Jr. originalmente exibido nas noites de entre terças-feiras e sábados. Além da cobertura regular de festas e viagens (pelo apresentador em pessoa ou pelos repórteres da equipe liderada por ele), este programa incorpora características de talk show tradicional com um bloco de entrevistas em estúdio. Em março de 2008, a edição dos sábados foi substituída pelo programa de auditório Amaury Jr. Show. O apresentador permaneceu na emissora por 15 anos, quando em 9 de novembro de 2017 anuncia sua saída da RedeTV! e seu retorno para a Band após 16 anos para apresentar um programa aos sábados. O programa estreou em 27 de janeiro de 2018 e durou até 26 de janeiro de 2019, quando o apresentador preferiu não renovar seu contrato para cuidar do canal CBTV, no qual é sócio. Em fevereiro de 2019, porém, Amaury Jr acertou seu retorno a RedeTV! após um ano. Em 21 de julho de 2023, ele anunciou sua saída da emissora pela segunda vez e agora em definitivo, a fim de cuidar de seus negócios nos EUA.                                      Ainda no ano de 2023 o apresentador retorna novamente as atividades como apresentador, agora na TV Cultura com um programa semanal tendo como marca o seu próprio nome artístico que já carregava em outras emissoras, Amaury Jr.

### Outras atividades
Amaury possui uma produtora própria, a Callme Comunicações, que cuida do programa da RedeTV! e de produções paralelas como palestras, vídeos e reportagens institucionais.
Em 2 de julho de 2003, Amaury lançou a revista Flash, um semanário de celebridades ao estilo da Caras. O projeto foi idealizado por Wellington Amaral Junior, reconhecido publicitário brasileiro, que fez o projeto gráfico e editorial da revista. À época, Wellington havia sido convidado por Amaury para dirigir seu programa na Bandeirantes, e aceitou o convite desde que, em contrapartida, Amaury aceitasse lançar a revista Flash, o que foi prontamente acertado. Wellington conseguiu viabilizar a publicação ao trazer como parceiro financeiro e editorial a editora Escala. Wellington assumiu a direção geral da revista enquanto Amaury ficou responsável pelo conteúdo geral, tendo como editor chefe o jornalista Robert Halfoun. Seis meses após o bem sucedido lançamento da Flash, Wellington veio a ser sumariamente afastado de suas funções por Amaury, que de alguma forma conseguiu convencer os sócios da Editora Escala, Hercilio de Lourenzi e Mario Cuesta de que o mentor original da Flash não era mais necessário à operação. Tendo em vista que Wellington era o detentor do registro junto ao INPI da marca Flash na categoria de publicações gráficas, ele poderia ter lutado para a sua manutenção no cargo, mas preferiu afastar-se voluntariamente, cedendo suas quotas à editora (visto que suas desavenças com Amaury eram de cunho pessoal).
Em novembro de 2006, alegando desvirtuamento do projeto original, o apresentador deixou o cargo de diretor editorial do grupo de revistas (que incluía Flash Viagem, Flash Casa e Flash Noiva). Segundo o contrato, a saída de Amaury determinaria o cancelamento dos títulos. A editora Escala, que tinha a posse da marca Flash cedida por Wellington Amaral Jr. quando de seu afastamento, seguiu com a revista, agora quinzenal. Em fevereiro de 2007, Amaury conseguiu liminar para recolher as revistas das bancas; no entanto, a publicação seguiu com a marca original. Significativamente, meses depois a concorrente Caras associou-se ao apresentador para o lançamento de seu DVD-guia de Orlando.
Por volta de 2008, Wellington e Amaury encontraram-se por acaso em um evento em Miami promovido por um amigo em comum. Na ocasião, o apresentador fez um "mea culpa" desculpando-se publicamente ao ex sócio pela atitude tomada uns 5 anos antes.

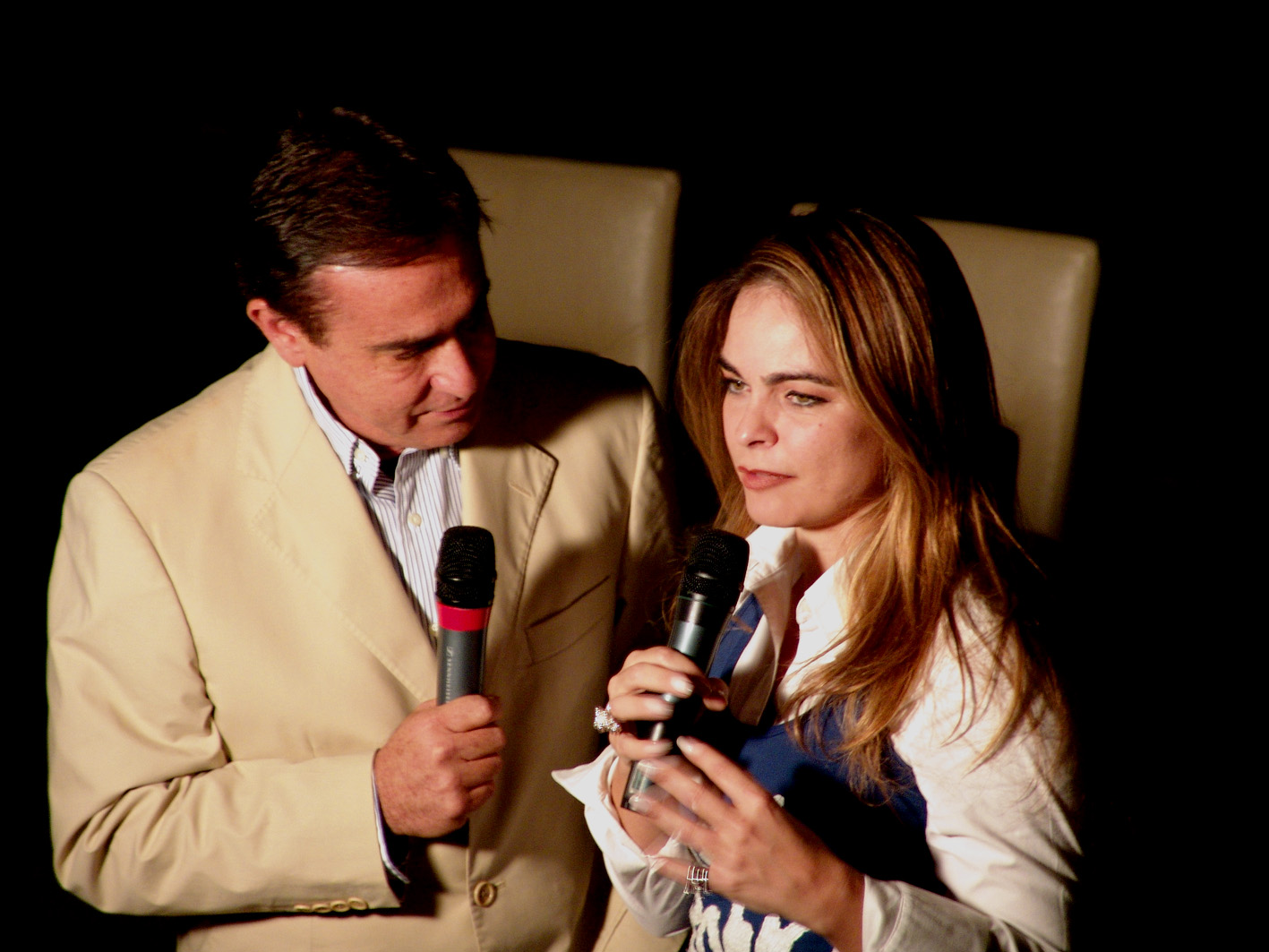
Amaury ao lado da também jornalista e apresentadora Liliane Ventura

#### Como escritor
Amaury ainda publicou os livros Flash fora do ar: revelações e histórias dos 18 anos do programa Flash (ISBN 8586623369) e Bisbilhotices: Segredos e curiosidades das celebridades de todos os tempos (ISBN 8589894320), Alemanha - 100 dicas de Amaury Jr. (ISBN 8573125004) e em 2015 lançou o livro A Vida É Uma Festa, comemorando seus 35 anos de carreira na televisão (ISBN 9788522032303). Ao longo da carreira de viagens também lançou  Guia da Africa (DVD+Livro), Guia de Dubai, Guia da Turquia mais 5 Cd´s com a trilha sonora dos programas exibidos.

## Controvérsias
Comandando uma atração mista de informação e entretenimento, muitas vezes Amaury tem sido acusado de ferir a ética jornalística por motivos comerciais. Segundo a Veja São Paulo, cerca de 50% de cada edição do Programa Amaury Jr. é composta de conteúdo pago: a presença do apresentador em um evento para um infomercial de seis minutos pode custar até R$ 150 mil. Da mesma forma, o apresentador consegue roupas de marcas famosas e refeições em importantes restaurantes em troca da menção aos estabelecimentos nos créditos do programa. Amaury não incomoda-se com as críticas, alegando que "todo apresentador faz isso".
Em 2007, Amaury entrevistou Oscar Maroni Filho e o empresário mostrou orgulhosamente as instalações de uma de suas casas de prostituição. A entrevista foi levada ao ar depois que os estabelecimentos de Maroni haviam sido interditados na sequência da tragédia do voo TAM 3054. Num breve prólogo, Amaury apresentou a entrevista como parte do projeto em andamento de um DVD reunindo atrações das noites paulistanas, mas lembrou os problemas então recentes de Maroni com a Justiça.

## Vida pessoal
Amaury estudou Direito em São José do Rio Preto no Centro Universitário de Rio Preto - UNIRP. É casado com Celina Ferreira, com quem tem dois filhos: Amaury e Maria Eduarda. É primo em primeiro grau da também apresentadora Renata Ceribelli.

## Na cultura popular
- O modelo de coluna social eletrônica popularizado por Amaury foi parodiado na Rede Globo pelo menos três vezes:
  - No Casseta & Planeta, Urgente!, Tony Ballada, interpretado por Hubert, entrevista "quase famosos" em eventos sociais;
  - No sitcom Minha Nada Mole Vida, o personagem principal, Jorge Horácio, tem um programa noturno muito semelhante;
  - O humorístico Tá no Ar: A TV na TV  também satiriza o programa no quadro "Balada Vip".

- No programa Pânico na TV, além da própria paródia "Amaury Dumbo", também houve o "Troféu Amaury Júnior", em que os participantes tinham que beber álcool e depois dar entrevistas (assim como muitas vezes Amaury fez) sem que ninguém perceba seu estado.
- No cinema, participou do filme "VIPs: Histórias Reais de um Mentiroso" e de "VIPs"

- Na literatura, o escritor Marcelo Mirisola declarou ter escrito o conto "Basta um verniz para ser feliz" inspirado no célebre colunista.